# Стшелце Крајењскје
Стшелце Крајењскје (пољ. Strzelce Krajeńskie) је град у Пољској у Војводству Лубушком у Повјату strzelecko-drezdenecki. Према попису становништва из 2011. у граду је живело 10.218 становника.

## Становништво
Према прелиминарним подацима са пописа, у граду је 2011. живело 10.218 становника.
| 2002.  | 2011.  | 2012.  |
| ------ | ------ | ------ |
| 10.341 | 10.218 | 10.212 |

## Партнерски градови
- Торнеш